# Alfonso Zapico
Alfonso Zapico (Blimea, 1981) es un historietista e ilustrador español. En 2012, su novela gráfica Dublinés fue galardonada con el Premio Nacional de Cómic.

## Biografía
Nació en la localidad asturiana de Blimea, concejo de San Martín del Rey Aurelio, en 1981. Tras realizar estudios de ilustración y diseño en la Escuela de Arte de Oviedo, sus primeros trabajos profesionales en el mundo del cómic vieron la luz en Francia: La guerre du professeur Bertenev (Editions Paquet, 2006), ambientada en la guerra de Crimea y que recibió el Prix BD Romanesque en el FestiBD Ville de Moulins en el 2007, y el volumen colectivo Un jour de mai. 
En el 2008 publicó Café Budapest, que aborda el conflicto árabe-israelí y que fue editado en España por Astiberri y en Polonia (Timof). En junio de 2008 alcanzó el Premio Haxtur al mejor guion. Además de cómic, realiza trabajos gráficos para diversas editoriales. Colabora asimismo con el diario La Nueva España y otros periódicos regionales, y lo ha hecho con la revista de cómic en asturiano El Gomeru. 
A partir del mes de octubre de 2008 ha empezado a colaborar con el semanario Les Noticies con una tira titulada Les pites de Grau, que sustituye al espacio que ocupaba otro dibujante asturiano, Ruma Barbero.
En agosto de 2008 se le concedió una beca otorgada por el Festival de la historieta de Angulema que le permitía residir en su célebre Maison des auteurs hasta 2011. El proyecto premiado por el jurado se titula Dublinés, una biografía del escritor irlandés James Joyce. 
En el 2009 participó en otro volumen colectivo junto a los dibujantes Daniel Acuña, Fernando Baldón, Toni Carbós, Carlos Sofía Espinosa, Javier Fernández, Bernardo Muñoz, Javier N.B., y Rubén y con guion de Javier Cosnava: Un buen hombre, sobre la vida cotidiana de los oficiales de la SS a las afueras de un campo de concentración.
En 2010, obtuvo el Premio Josep Toutain al Autor Revelación en el Salón del Cómic de Barcelona por La guerra del profesor Bertenev, editado en España por Dolmen. Para su siguiente obra, una biografía de James Joyce titulada Dublinés, contó con la beca AlhóndigaKomik, que le permitió residir durante un año en La Maison des auteurs en Angulema (Francia).
Ha trabajado en varios proyectos educativos del Principado de Asturias como parte del aula didáctica de los oficios, además de impartir talleres de ilustración tanto en Asturias como en liceos de Poitou-Charentes, en Francia.
Junto con la periodista y escritora Aitana Castaño, ha publicado los libros Los niños de humo (2018), Carboneras (2020) y Rastros de ceniza (2022).
Ha colaborado en numerosas revistas, como Librújula, de la que es el ilustrador principal, o Mirlo, la revista que trina, aquí con textos e ilustraciones.

## Obra
| Años            | Título                               | Tipo                           | Prólogo/Epílogo               | Publicación                                    |
| --------------- | ------------------------------------ | ------------------------------ | ----------------------------- | ---------------------------------------------- |
| 05/2005-11/2006 | Les aventures de Manolita Pulgarcita | Serie                          |                               | El Gomeru n.º 5, 7-9                           |
| 2008            | Café Budapest                        | Novela gráfica                 | Javier Cuervo                 | Astiberri                                      |
| 2009            | La guerra del profesor Bertenev      |                                |                               | Dolmen                                         |
| 2011            | Imposible mirar para otro lado       |                                |                               | Coordinadora de ONG del Principado de Asturias |
| 2011            | Dublinés                             | Novela gráfica                 |                               | Astiberri                                      |
| 2011            | La ruta Joyce                        | Cuaderno de viaje              |                               | Astiberri                                      |
| 2013            | El otro mar                          | Novela gráfica                 |                               | Astiberri                                      |
| 2015            | La balada del norte. Tomo 1          | Novela gráfica                 | Enric González                | Astiberri                                      |
| 2017            | La balada del norte. Tomo 2          | Novela gráfica                 | Javier Pérez de Albéniz       | Astiberri                                      |
| 2018            | Los puentes de Moscú                 | Novela gráfica                 |                               | Astiberri                                      |
| 2018            | Los niños de humo                    | Novela Texto de Aitana Castaño |                               | Pez de Plata                                   |
| 2019            | La balada del norte. Tomo 3          | Novela gráfica                 | Tereixa Constenla/Javier Nart | Astiberri                                      |
| 2020            | Carboneras                           | Novela Texto de Aitana Castaño |                               | Pez de Plata                                   |
| 2022            | Rastros de ceniza                    | Novela Texto de Aitana Castaño |                               | Pez de Plata                                   |
| 2023            | La balada del norte. Tomo 4          | Novela gráfica                 | Óscar Esquivias               | Astiberri                                      |

## Premios
- 2008 Premio Haxtur al "Mejor Guion" por Café Budapest en el Salón Internacional del Cómic del Principado de Asturias
- 2008 Premio Haxtur al "Finalista más votado por el Público" por Café Budapest.
- 2008 Nominado al Premio Haxtur a la "Mejor Historia Larga" por Café Budapest.
- 2009 Premio Haxtur al "Mejor Historieta Corta" por el trabajo colectivo Un buen hombre.
- 2009 Nominado al Premio Haxtur a la "Mejor Historia Corta" por La guerra del profesor Bertenev.
- 2012 Premio Nacional de Cómic 2012 por Dublinés.
- 2015 Premio Haxtur al "Mejor guion"  por La balada del Norte.
- En 2019, fue reconocido con el premio Josep Toutain.[2]